# Šoporňa
Šoporňa (in ungherese Sopornya) è un comune della Slovacchia facente parte del distretto di Galanta, nella regione di Trnava.